# Mario Rossy
Mario Rossy (* 1962 in Barcelona) ist ein spanischer Jazzmusiker (Kontrabass, Komposition).

## Wirken
Rossy stammt aus einer Musikerfamilie; seine ältere Schwester war die Pianistin Mercedes Rossy; sein jüngerer Bruder Jorge Rossy ist gleichfalls als Jazzmusiker tätig. Er studierte zunächst klassischen Kontrabass bei Ferran Sala und Ludwig Streicher und dann im Jazzbereich bei Ron Carter am City College of New York.
Zunächst wirkte er als Mitglied der klassischen Musikformationen World Orchestra JJMM (1982), Orquestra Ciutat de Barcelona (1983–1984) und dem Orquesta de Cámara del Teatre Lliure (1987–1992). Daneben holte ihn Lluís Vidal in seine Jazzband Incus. Tete Montoliu machte 1988 Aufnahmen mit ihm und dem Orquestra Taller de musics. Mit seinem Bruder und Brad Mehldau bildete er ein Trio, das 1993 auch Aufnahmen mit Perico Sambeat bei Fresh Sound Records vorlegte.
Weiterhin arbeitete Rossy mit Jimmy Cobb, Kurt Rosenwinkel, Johnny Griffin, Chris Cheek, Wynton Marsalis, Paquito D’Rivera, Bebo Valdés, Horacio „El Negro“ Hernández, Jeff Ballard, Sheila Jordan, Jordi Bonell und tourte international. Zwischen 2004 und 2012 gehörte er zum Sextett und Trio von Chano Domínguez; dessen Album Flamenco Sketches wurde 2013 für einen Grammy als „bestes Latin-Jazz-Album“ nominiert. Auch spielte er mit Gerardo Núñez, Niño Josele und Josemi Carmona. Rossy hat an mehr als 80 Aufnahmen teilgenommen, etwa mit George Colligan und Mark Turner.
Rossy unterrichtet als Professor an der Escola Superior de Música de Catalunya Jazz und Improvisation; er ist auch am Berklee Valencia tätig.